# علف رشکی متورم
علف رشکی متورم (نام علمی: Gastridium ventricosum) نام یک گونه از تیره گندمیان است.